# غيديس لوبابا
غيديس لوبابا (10 سبتمبر 1992 - ) هو لاعب كرة قدم أنغولي في مركز الهجوم. شارك مع منتخب أنغولا لكرة القدم. أما مع النوادي، فقد لعب مع ساغرادا إسبيرانسا.

## روابط خارجية
- غيديس لوبابا على موقع ناشيونال فوتبول تيمز (الإنجليزية)
- غيديس لوبابا على موقع Soccerway.com (الإنجليزية)